# 185 (عدد)
185 هو عدد صحيح. طبيعي بين 184 و186

## في الرياضيات

### خصائص
- 185عدد فردي
- 185عدد ناقص
- 185 عدد مضلعي (20 أضلاع-...)